# Бейкієві рідколісся Замбезії
Бейкієві рідколісся Замбезії (ідентифікатор WWF: AT0726) — афротропічний екорегіон тропічних та субтропічних луків, саван і чагарників, розташований в Південній Африці.

## Географія
Екорегіон бейкієвих рідколісь Замбезії простягається із заходу на схід вздовж кордону Анголи та Намібії, досягаючи південно-західного Зімбабве. Частина регіону простягається на північ, вздовж кордону Замбії та Анголи. На півдні екорегіон переходить у акацієво-бейкієві рідколісся Калахарі, а на півночі — у ангольські міомбові рідколісся. В заплаві Баротсе сезонне заболочування та повені пригнічують ріст дерев, а бейкієві рідколісся змінюються затоплюваними луками.
Рельєф регіону є переважно рівнинним, а середня висота регіону коливається від 800 до 1500 мм. Важливими річками, що протікають через територію екорегіону, є Замбезі, Окаванго та Квандо. З геологічної точки зору основу екорегіону складають глибокі калахарійські піски, піщані дюни, що утворилися в плейстоцені, однак пізніше були поховані під шаром ґрунту. В річкових долинах і дюнних западинах по всьому регіону зустрічаються мілководні, порослі травою та осокою сезонно затоплювані водно-болотні угіддя, відомі як флей або дамбо. Ґрунти дуже глибокі та дреновані, практично без вмісту глини чи мулу. Вони добре поглинають опади і залишаються вологими протягом року, що дозволяє їм підтримувати ліси та рідколісся, незважаючи на низьку кількість опадів у деяких частинах екорегіону.

## Клімат
В межах екорегіону переважає напівпустельний клімат (BSh за класифікацією кліматів Кеппена). Середньорічна кількість опадів коливається від менш ніж 400 мм на півночі Намібії до понад 600 мм в Зімбабве та до майже 800 мм на півночі регіону, в Анголі та Замбії. Більшість опадів випадає влітку, з листопада по квітень. Середня максимальна температура коливається від 27 до 30 °C, а середня мінімальна температура — від 9 до 12 °C.

## Флора
Екорегіон бейкієвих рідколісь Замбезії є перехідною зоною між вологими міомбовими і мопановими рідколіссями і саванами та сухими пустелями і напівпустелями Калахарі. Основними рослинними угрупованнями екорегіону є рідколісся, чагарники та луки, розподіл яких залежить від клімату та ґрунтів.
Основу сухих, густих рідколісь регіону складають замбезійські тикові дерева (Baikiaea plurijuga), які досягають 20 м у висоту і скидають листя під час тривалого сухого сезону, натомість мопанові дерева (Colophospermum mopane), характерні для мопанових рідколісь, а також брахістегії (Brachystegia spp.) та жюльбернардії (Julbernardia spp.), характерні для міомбо, в них переважно відсутні. В густому чагарниковому ярусі зустрічаються комбретуми Енглера (Combretum engleri), нерівнокрилі терміналії (Terminalia anisoptera), птерокарпуси Антуніша (Pterocarpus antunesii), родезійські копалові дерева (Guibourtia coleosperma), тамаринди Енглера (Dialium englerianum), сливи мобола (Parinari curatellifolia), красиві охни (Ochna pulchra), масайські бафії (Baphia massaiensis subsp. obovata), членистоплідні диплоринхи (Diplorhynchus condylocarpon), довгоголові терміналії (Terminalia brachystemma), африканські буркеї (Burkea africana), ангольські копалові дерева (Copaifera baumiana), білі калахарійські баугінії (Bauhinia petersiana subsp. serpae), а також різні види стрихносів (Strychnos spp.).
В підліску бейкієвих рідколісь зустрічаються різноманітні ліани, зокрема маслинкоподібні комбретуми (Combretum elaeagnoides), дерегубцеподібні комбретуми (Combretum celastroides), дальбергії Мартіна (Dalbergia martinii), різноколючкові сенегалії (Senegalia ataxacantha), яйцеподібні фрізодельсії (Friesodielsia obovata) та строфанти комбе (Strophanthus kombe), а також різноманітні невеликі кущі. Трав'яний покрив виражений лише під час сезону дощів. Серед трав, що зустрічаються в бейкієвих рідколіссях, слід відзначити одноквітковий тонкотравник (Leptochloa uniflora), кошикову траву (Oplismenus hirtellus), волокнисте просо (Panicum hirtum), однойменний мишій (Setaria homonyma) та анелейму Джонстона (Aneilema johnstonii). Епіфіти та мохи в цих рідколіссях практично відсутні.
На алювіальних ґрунтах в долинах річок ростуть ліси, основу яких складають дерева монгонго (Schinziophyton rautanenii) заввишки до 12 м. Монгонгові ліси особливо часто зустрічаються в нижній течії Кубанго, в долинах Куїто, Квандо та їхніх численних приток в Анголі, південній Замбії та смузі Капріві в Намібії.
В окрузі Сешеке на заході Замбії зустрічаються незвичайні карликові бейкієві ліси, дерева в яких досягають висоти 1-1,5 м. Ці ліси ростуть серед дамбо і оточені звичайними бейкієвими лісами. Карликові тикові дерева в цих лісах мають своєрідну форму росту через ускладнений дренаж води в нижніх шарах ґрунту, що призводить до зниження аерації ґрунтів.
В бейкієвих лісах та рідколіссях часто виникають пожежі, особливо наприкінці сезону посухи. Пожежам сприяє густий трав'яний та чагарниковий підлісок. В свою чергу, часті пожежі призводять до формування густого чагарникового ярусу, в якому переважають кущі та ліани.

## Фауна
В межах екорегіону зустрічається понад 160 видів ссавців. Серед поширених в екорегіоні ссавців слід відзначити саванного слона (Loxodonta africana), чорного носорога (Diceros bicornis), південного білого носорога (Ceratotherium simum simum), звичайного бегемота (Hippopotamus amphibius), бурчеллову зебру (Equus burchelli), кінську антилопу (Hippotragus equinus), чорного шаблерога (Hippotragus niger), північного бушбока (Tragelaphus scriptus), великого куду (Tragelaphus strepsiceros), сітатунгу (Tragelaphus spekii), велику редунку (Redunca arundinum), імпалу (Aepyceros melampus melampus), звичайного дуїкера (Sylvicapra grimmia), орібі (Ourebia ourebia), звичайного стенбока (Raphicerus campestris), звичайну канну (Taurotragus oryx), блакитного гну (Connochaetes taurinus), африканського буйвола (Syncerus caffer caffer), конгоні (Alcelaphus buselaphus), південну жирафу (Giraffa giraffa), топі (Damaliscus lunatus), смаглявого коба (Kobus ellipsiprymnus), пуку (Kobus vardonii) та лехве (Kobus leche). Серед хижих ссавців, що зустрічаються в регіоні, слід відзначити лева (Panthera leo), африканського леопарда (Panthera pardus pardus), південноафриканського гепарда (Acinonyx jubatus jubatus), плямисту гієну (Crocuta crocuta), рідкісну гієнову собаку (Lycaon pictus) та медоїда (Mellivora capensis).
В межах екорегіону зустрічається понад 400 видів птахів. Велике різноманіття природних середовищ сприяє багатій орнітофауні регіону. Численні річки, дамбо та інші водно-болотні угіддя утворюють важливу мережу водних середовищ для багатьох осілих і мігруючих птахів. Серед майже ендемічних птахів, поширених в регіоні, слід відзначити скельного токо (Lophoceros bradfieldi) та чорнощокого нерозлучника (Agapornis nigrigenis), а серед рідкісних коловодних птахів — білошийого журавля (Grus carunculata) та ботсванійську чепуру (Egretta vinaceigula). Серед поширених в регіоні хижих птахів слід відзначити птаха-секретаря (Sagittarius serpentarius), африканського сипа (Gyps africanus), африканського грифа (Torgos tracheliotos), білоголового грифа (Trigonoceps occipitalis), бурого стерв'ятника (Necrosyrtes monachus), степового боривітра (Falco naumanni), білоголового боривітра (Falco dickinsoni), африканського підсоколика (Falco cuvierii), орла-блазня (Terathopius ecaudatus), рудого орла (Aquila rapax), орла-бійця (Polemaetus bellicosus), африканського орла-карлика (Aquila spilogaster) та смугасту сову-рибоїда (Scotopelia peli).
В межах екорегіону зустрічається близько 90 видів плазунів та багато видів амфібій. Серед майже ендемічних амфібій регіону слід відзначити хвайську жабу (Poyntonophrynus kavangensis).

## Збереження
Близько 33,4 % площі екорегіону є заповідними територіями. Природоохоронні території включають: Національний парк Бікаурі, Національний парк Мупа та Національний парк Луенгу-Луяна в Анголі, Національний парк Мудуму, Національний парк Бвабвата та Мисливський резерват Попа в Намібії, Національний парк Казума-Пан та Національний парк Хванге в Зімбабве, Національний парк Чобе в Ботсвані, а також Національний парк Сіома-Нгвезі в Замбії.